# Antocha libanotica
Antocha libanotica är en tvåvingeart som beskrevs av Paul Lackschewitz 1940. Antocha libanotica ingår i släktet Antocha och familjen småharkrankar. Inga underarter finns listade i Catalogue of Life.